# 商丘市 (县级市)
商丘市是中华人民共和国河南省地级商丘市目前已经不存在的一个县级市，存在于1948年－1949年，1950年－1997年，在此期间一直是商丘专区和商丘地区的政治、经济、文化中心，1985年底人口19.9万人。1997年商丘地区撤地设市，县级商丘市被撤销，现属梁园区。
下文中「商丘市」若无特殊说明，均指县级商丘市。

## 行政沿革
原为朱集镇，1948年置商丘市，辖商丘县城关和朱集镇。1949年撤商丘市，另在朱集镇建朱集市。1950年复建商丘市。1951年朱集市与商丘市合并，称商丘市，驻朱集镇。1958年12月商丘专区并入开封专区，商丘市属开封专区。1960年商丘市与商丘县合并，仍称商丘市。1961年10月5日商丘县复置，商丘县与商丘市属开封专区。1961年12月商丘专区复置，商丘市属商丘地区。1968年商丘专区改为商丘地区。1997年随商丘地区一同撤销。

## 行政区划
1985年，商丘市城区下辖向阳区、八八区、东风区三个区，郊区设周庄乡、黑刘庄乡、袁庄乡和叶庄乡四个乡。